# Carlos Dengler
Carlos Andres Dengler (Queens (New York), 23 april 1974), eerder bekend als Carlos D., was de bassist van de New Yorkse band Interpol.
Hij is de zoon van een Colombiaanse moeder en Duitse vader. Omdat hij zijn volledige naam, Carlos Dengler, etnisch verwarrend vond, koos hij ervoor om tijdelijk als Carlos D. door het leven te gaan.
Dengler was als kind dol op heavy-metalgroepen, zoals Metallica, Iron Maiden en Slayer. Later bekeerde hij zich tot gothic met onder andere The Cure, Dead Can Dance en Einstürzende Neubauten. Hij had een show op de universiteitsradiozender WNYU: Theatrum Aethereum, waar hij die muziek draaide. Hij ging ook gekleed als goth, inclusief zwarte nagellak. Hij draaide toen al plaatjes in clubs in New York. Vandaag de dag is Dengler als dj ook buiten de Verenigde Staten achter de draaitafel te zien. 
Dengler was bezig aan een studie filosofie aan de New York University toen Daniel Kessler (gitarist van Interpol) hem benaderde om bij zijn groep te spelen. Dengler, die al gitaar had gespeeld in verscheidene bandjes sinds zijn middelbareschooltijd, besloot het er nog maar eens op te wagen, deze keer op basgitaar. Hij speelt ook keyboards op de albums van Interpol.
Dengler had ook de ambitie om filmmuziekcomponist te worden. Hij componeerde de soundtrack, en schreef en produceerde de kortfilm Golgotha, geregisseerd door Daniel Ryan.